# District Tichvinski
District Tichvinski (Russisch: Тихвинский район; Tichvinski rajon) is een gemeentelijk district in het noordoosten van de Russische oblast Leningrad. Het bestuurlijk centrum is de stad Tichvin, gelegen op 198 kilometer van Sint-Petersburg.
Het district omvat 7.018 km² (8,1% van de oblast) en telde bij de volkstelling van 2002 77.975 inwoners, waarvan 63.338 in de gorodskieje poselenieja (de stad Tichvin) en 14.637 in de selskieje poselenieja. In het district liggen naast de stad nog 200 andere rurale plaatsen.

## Geografie
Het district grenst in het westen aan de districten Volchovski en Kirisjki, in het zuiden aan de oblast Novgorod en het district Bositogorski en in het noorden aan het district Lodejopolski.
Het district ligt in de zuidelijke taiga en is voor 84% bedekt met bos. Met name in het noorden en noordoosten liggen grote bosarealen. De meest voorkomende boomsoorten zijn de pijnboom, lariks, berk en els.
Door het district stromen veel rivieren met een totale lengte van 2500 kilometer. De grootste rivieren die door het district stromen zijn de Pasja en Sjas. Ook liggen er 146 meren met een totale oppervlakte van 112 km².
Bestuurlijk centrum: Sint-Petersburg (geen onderdeel van de oblast)

Steden: Boksitogorsk · Gatsjina · Ivangorod · Kamennogorsk · Kingisepp · Kirisji · Kirovsk · Kommoenar · Ljoeban · Lodejnoje Pole · Loega · Nikolskoje · Novaja Ladoga · Otradnoje · Pikaljovo · Podporozje · Primorsk · Priozersk · Sertolovo · Sjasstroj · Sjlisselburg · Slantsy · Sosnovy Bor · Svetogorsk · Tichvin · Tosno · Volchov · Volosovo · Vsevolozjsk · Vyborg · Vysotsk

Stedelijke districten: Sosnovy Bor

Gemeentelijke districten: Boksitogorski · Gatsjinski · Kingiseppski · Kirisjski · Kirovski · Lodejnopolski · Loezjski · Lomonosovski · Podporozjski · Priozerski · Slantsevski · Tichvinski · Tosnenski · Volchovski · Volosovski · Vsevolozjski · Vyborgski